# مارکوئند (میزوری)
مارکوئند (به انگلیسی: Marquand) یک شهر در ایالات متحده آمریکا است که در شهرستان مدیسون، میزوری واقع شده‌است. مارکوئند ۰٫۶۲ کیلومتر مربع مساحت و ۲۰۳ نفر جمعیت دارد و ۱۷۵ متر بالاتر از سطح دریا واقع شده‌است.